# Ивица Зорић
Ивица Зорић (Београд, 1948) македонски је диригент, музички педагог, музички истраживач и теоретичар. Оснивач је Женског омладинског хора „Менада” и дечијег градског хора „Лале” из Тетова, који је много пута наступао са оркестром Македонске филхармоније и снимио велики број аудио материјала. Добитник је највиших признања Републике Северне Македоније, међу којима је и државна награда „11. октобар”, највише признање за животно дело у области науке, уметности, привреде и других делатности од јавног интереса.

## Биографија
Ивица Зорић рођен је 1948. године у Београду. Дипломирао је на Факултету музичке уметности у Скопљу 1973. Хорско дириговање учио је код познатих македонских музичких педагога. На истом факултету магистрирао је 2003. године из области музичке педагогије са магистарском тезом „Хорско певање у основном образовању као један од најзначајнијих облика колективног музицирања“. Докторирао је 2007. године на тему „Дигитални каталог македонског хорског стваралаштва“. Живи у Тетову.

## Педагошки рад
Одмах по завршетку студија, 1973. године, Ивица Зорић почиње да ради као наставник солфеђа и хорског певања у Основној музичкој школи у Тетову, где остаје до пензионисања. Године 1977. основао је дечји хор „Лале“, а 1981. и женски омладински хор „Менада“. Од 1980. до 2007. био је директор ове школе и на његову иницијативу школа је добила име „Тодор Скаловски – Тетоец“, а 2004. трансформисана из Основне музичке школе у Државну музичку школе за основно и средње образовање. Под његовим руководством ученици ове школе освојили су 180 домаћих и 50 међународних награда и признања.
Од 1997. до 2004. био је координатор и педагошки руководилац средњег дела наставе у Државном музичко-балетском наставном центру „Илија Николовски - Луј“ из Скопља, где је предавао хорско певање и хорско дириговање.
Активно учествује у изради наставних планова и програма, као и избору уџбеника за основно и средње музичко образовање у Северној Македонији.

## Уметнички рад
Као активни радник у култури у Северној Македонији организовао је преко 1000 концерата класичне музике са реномираним домаћим и страним уметницима. Председник је Управног одбора Међународног хорског фестивала „Тетовски хорски наступи“ – ТЕХО, који се одржава током јуна месеца и угошћује хорове из више земаља, углавном из Македоније и са Балкана. Иницијатор је и оснивач Балканског хорског форума у Тетову 1998. године. На овом форуму учествују представници Македоније, Албаније, Бугарске, Грчке, Турске, Србије и Румуније. Члан је Европске хорске асоцијације АГЕЦ са седиштем у Белгији као представник Северне Македонија у музичком комитету. Члан је више комисија жирија државних и међународних хорских фестивала у Македонији и иностранству. Као музички истраживач, теоретичар и педагог у области македонске хорске музике учествовао је на више македонских и међународних скупова, трибина и фестива.

### Хорска делатност
У македонској и међународној културној јавности Ивица Зорић познат је пре свега као реномирани хорски диригент. Репертоар хорова са којима редовно ради обухвата композиције из различитих стилова и периода македонске и светске хорске, а капела и вокално-инструменталне музике. Са хоровима "Лале" и "Маенада" наступао је у земљи и иностранству више од 1000 пута. Са ова два хора освајао је награде и признања у Македонији, бившој Југославији и широм Европе.
Посебност његове програмске и извођачке активности је редовно представљање дела македонских аутора, као и премијера македонских композитора. Композитори Тодор Скаловски, Михајло Николовски, Благој Цанев, Димче Николески, Стојан Стојков, Стојче Тошески, Герт Сорг (Немачка) и Стојан Бабеков (Бугарска) посветили су своје композиције њему као диригенту и хоровима са којима ради. На репертоар хорова поставио је 400 хорских композиција различитих стилова и епоха на 20 светских језика. Наступа на свим значајним културним манифестацијама у Северној Македонији.

## Публикације и музичка издања
Ивица Зорић аутор је и уредник неколико збирки хорских композиција и радова из области теорије музике.
Са хоровима "Лале" и "Менада" објавио је 2 ЛП-ја, а са хором "Менада" 3 ЦД-а са делима македонске духовне музике, хорским композицијама инспирисаним македонским фолклором, као и делима страних аутора. Заступљен је и на плочама и аудио-касетама у издањима Фестивала хорова "ТЕХО", Фестивала пионирских и омладинских хорова у Кавадарцима и СОКОМ-а.

## Награде
Ивица Зорић добитник је многих награда и признања за свој рад.
- Награда Скупштине општине Тетово „19. новембар“, највишe признањe које додељује Град Тетово (1979)
- Награда Министарства просвете „Кирил Пејчиновић“ за постигнуте резултате у наставно-образовној делатности (1982)
- Највише државно признање Северне Македоније, награда „11. октобар“ (2005)
- Награда Удружења музичких и балетских педагога Северне Македонија за дугогодишњи успешан рад у области музичке педагогије (2007)

Велики број награда освојио је са дечјим хором „Лале“ и као афирмисани музички уметник који представља македонску музичку културу на међународним такмичењима хорова у иностранству.

## Друштвено-политичка делатност
Ивица Зорић активан је и у друштвено-политичком животу. Председник је удружења „Срби и пријатељи“ из Тетова, а 2013. године био је кандидат политичке партије СДСМ на локалним изборима у Тетову.